# Огнева подготовка
Огневата подготовка е предмет изучаван от редовните и професионални военнослужещи, както и в различните военни и полицейски школи, училища и академии. Огневата подготовка се състои от опознаване на оръжията, оръжейните системи и използването им. Бива провеждана от офицери или специално упълномощени за целта лица.
Огневата подготовка започва с теоретично изучаване на оръжието, с което ще бъде провеждана стрелбата. Следва практическото му опознаване и провеждането на така наречените „сухи тренировки“, които се състоят от имитация на бойна стрелба в условия максимално приближени до реалните, но с незаредено или заредено с халосни патрони оръжие. След като оръжието бъде опознато добре, техниката за провеждане на стрелба (последователност на извършваните действия) бъдат усвоени добре и правилата за безопасност са научени, се преминава към стрелба с бойни патрони и се употребяват истински боеприпаси.
Изпитите по огнева подготовка включват:
- Познаване на устройството и начина на действие на съответното оръжие.
- Разглобяване и сглобяване (според нивото изпита се изисквана пълно или непълно разглобяване) оръжието.
- Познаване на боеприпасите.
- Познаване на мерките за безопасност.
- Познаване реда на действията и командите при провеждане на бойна стрелба, реална и учебна.
- Практически изпит по стрелба.